# Richard Martin Willstätter
Richard Martin Willstätter (ur. 13 sierpnia 1872 w Karlsruhe, zm. 3 sierpnia 1942 w Muralto) – niemiecki chemik pochodzenia żydowskiego. Profesor chemii organicznej na Politechnice Federalnej w Zurychu (1905–1912) oraz Uniwersytecie Ludwika i Maksymiliana w Monachium (1915–1925), laureat Nagrody Nobla w dziedzinie chemii w roku 1915 za badania barwników roślinnych, zwłaszcza chlorofilu.
W 1901 otrzymał tropinon, będący prekursorem kokainy w syntezie zaproponowanej przez Carla Liebermanna. Trudność otrzymania i niska wydajność nie pozwoliły jednak otrzymać samej kokainy. Willstätter otrzymał syntetyczną kokainę dopiero w 1923 roku po opracowaniu przez Roberta Robinsona wielokrotnie wydajniejszej metody otrzymywania tropinonu. Opracował warunki syntezy totalnej betainy oraz innych alkaloidów. 
Prowadził badania nad strukturą chlorofilu, karotenu i ksantofilu. Otrzymał czyste antocyjany. W ramach badań nad przetwarzaniem drewna zajmował się jego scukrzaniem. Ponadto badał mechanizmy asymilacji, w tym fotosyntezy, oraz naturę, aktywność i metody oczyszczania enzymów. 
Ze stanowiska na monachijskim uniwersytecie zrezygnował w roku 1924, protestując w ten sposób przeciwko nasilającemu się w Niemczech antysemityzmowi. W tym samym 1924 został odznaczony Pour le Mérite za Naukę i Sztukę. W roku 1939 jego były pracownik, Arthur Stoll, pomógł mu uciec przed prawdopodobnym prześladowaniem do Szwajcarii, gdzie zmarł trzy lata później na zawał serca.